# Vester Egede Sogn
Vester Egede Sogn er et sogn i Tryggevælde Provsti (Roskilde Stift).
Vester Egede Sogn hørte op til 1500-1600 til Fakse Herred, derefter til Tybjerg Herred, også i Præstø Amt. Vester Egede Sogn havde i 1671-1849 Øster Egede Sogn fra samme herred som anneks. Derefter blev det Bråby Sogn, som hørte til Ringsted Herred i Sorø Amt. De to sogne dannede hver sin sognekommune. Ved kommunalreformen i 1970 blev Vester Egede indlemmet i Rønnede Kommune, og Bråby blev indlemmet i Haslev Kommune. Begge disse storkommuner indgik ved strukturreformen i 2007 i Faxe Kommune.
I Vester Egede Sogn ligger Vester Egede Kirke.
I sognet findes følgende autoriserede stednavne:
- Denderup Vænge (areal, ejerlav)
- Kristianshøj (landbrugsejendom)
- Præsterum (bebyggelse)
- Rønnede (bebyggelse, ejerlav)
- Vester Egede (bebyggelse, ejerlav)